# Dutchess County Public Transit
Dutchess County Public Transit is de naam van het busvervoer in Dutchess County in de Amerikaanse staat New York. Dutchess County Public Transit biedt diverse vormen van openbaar vervoer aan, waaronder vaste lijndiensten, OV-shuttles die dorpen verbinden met treinstations langs de Hudson Line en flexbussen.

## Geschiedenis
Aan het begin van de jaren 70 van de 20e eeuw werd voor het eerst een gemeenschappelijk net opgezet onder de naam LOOP. Voor die tijd waren er al buslijnen van private ondernemers. In de jaren 70 wilde het countybestuur echter een einde maken aan de versnippering, waarop besloten werd alle lijnen op te nemen in een gemeenschappelijk net. Hierbij werd een aantal lijnen wegens een gebrek aan reizigers geschrapt, met name in het noordoostelijk deel van Dutchess County. Op een later moment werd de naam gewijzigd in Dutchess County Public Transit.
Op 1 juli 2017 werden de stadsbuslijnen in Poughkeepsie, die gereden werden door de stad zelf (City of Poughkeepsie Transit), overgenomen. Daarop werd het lijnennet binnen de stad flink uitgebreid.
Tot en met 2023 was het busvervoer uitbesteed aan het Amerikaanse vervoersbedrijf First Transit. In 2023 werd het bedrijf - en daarmee ook het busvervoer in Dutchess County - overgenomen door Transdev. In december dat jaar werden plannen gepresenteerd voor een grootschalige herziening van het lijnennet, met onder meer verhoogde frequenties en duidelijkere trajecten. Ook werd bekendgemaakt dat zou worden samengewerkt met Preteckt, een bedrijf dat KI inzet, in dit geval om storingen aan de bussen te voorkomen.

## Buslijnen
Dutchess County Public Transit biedt zes vaste lijndiensten vanuit Poughkeepsie aan. Daarbovenop rijdt een aantal schoolbussen van en naar hogescholen en universiteiten, diverse ov-shuttles van/naar treinstations langs de Hudson Line en flexbussen.

### Vaste lijnen en flexbussen
- Lijn A, B en H zijn de enige die ook op zondag rijden;
- Vrijwel alle lijnen vanuit Poughkeepsie beginnen bij Poughkeepsie Transit Hub in het centrum;
- Een enkele reist kost $1.75; een overstap binnen Poughkeepsie 30 cent.

| Lijn | Begin- en eindpunt(en) | Begin- en eindpunt(en)                        | Opmerkingen |
| ---- | ---------------------- | --------------------------------------------- | ----------- |
| A    | Poughkeepsie           | Fishkill                                      |             |
| B    | Poughkeepsie           | Beacon, Post Office                           |             |
| C    | Poughkeepsie           | Tivoli, Post Office                           |             |
| D    | Poughkeepsie           | Wassaic, Taconic Developmental Services       |             |
| D    | Poughkeepsie           | Millbrook, Eastern Dutchess Government Center |             |
| E    | Poughkeepsie           | Pawling, Chamber of Commerce                  |             |
| E    | Poughkeepsie           | Wingdale, Cousins Cafe                        |             |
| F    | Beacon, Post Office    | Hopewell Junction, Unity Plaza                |             |
| F    | Beacon, Post Office    | Fishkill, Walmart                             |             |
| G    | Beacon, Train Station  |                                               | Flexbus     |
| H    | Poughkeepsie           | Dutchess Community College                    |             |
| J    | Poughkeepsie           | FDR Estate                                    |             |
| K    | Poughkeepsie           | Poughkeepsie Galeria                          |             |
| L    | Poughkeepsie           | Adams Fairacre Farms                          |             |
| M    | Poughkeepsie           |                                               | Flexbus     |
| P    | Poughkeepsie           |                                               | Flexbus     |

### OV-shuttles
Deze lijnen rijden alleen in de spitsuren van/naar treinstations, waar ze een overstap bieden op treinen van Metro-North Railroad.
| Lijnnaam              | Begin- en eindpunt          | Begin- en eindpunt                                        |
| --------------------- | --------------------------- | --------------------------------------------------------- |
| Poughkeepsie RailLink | Poughkeepsie, Train Station | Poughkeepsie, Page Industrial Park/Route 55 Park-and-Ride |
| New Hamburg RailLink  | New Hamburg, Train Station  | Wappinger, Old Hopewell Road/Route 9                      |

## Wagenpark

### Huidig wagenpark
| Serie   | Bouwjaar  | Fabrikant            | Model                     |
| ------- | --------- | -------------------- | ------------------------- |
| 100-103 | 2010      | Orion Bus Industries | Orion VII NG (07.501)     |
| 104-105 | 2010      | Orion Bus Industries | Orion VII NG HEV (07.501) |
| 400-404 | 2014      | ElDorado National    | Axess BRT 35'             |
| 405-409 | 2015      | ElDorado National    | Axess BRT 35'             |
| 500-509 | 2016      | ElDorado National    | EZ Rider II BRT 30'       |
| 600-612 | 2014-2015 | IC Bus               | AC Series                 |
| 900-905 | 2010      | Ford/Starcraft       | Ford E-450/Allstar        |
| 906-907 | 2010      | Chevrolet/ARBOC      | Spirit of Mobility        |

### Voormalig wagenpark
Dit overzicht is incompleet.
| Serie            | Bouwjaar | Fabrikant                     | Model               |
| ---------------- | -------- | ----------------------------- | ------------------- |
| 108              | 1983     | MCI                           | MC-9                |
| 201-206          | 1998     | Gillig                        | Phantom 35'         |
| 207-211          | 2000     | Orion Bus Industries          | Orion V (05.501)    |
| 301-315          | 2004     | Chevrolet/Coach and Equipment | C5500/Condor CMD-55 |
| 401-402, 407     | 2000     | Blue Bird                     | CSFE                |
| 413-414, 419–420 | 2000     | Blue Bird                     | CSFE                |
| 748              |          | GMC                           | RTS-01              |
| 800-814          | 2010     | Thomas                        | Saf-T-Liner EF      |